# KolourPaint
KolourPaint — свободно распространяемый простой редактор растровой графики для среды KDE, схожий по возможностям и пользовательскому интерфейсу с Microsoft Paint, но имеющий ряд дополнительных функций, например, поддержку прозрачности.
Одной из целей создания программы является простота использования и набор инструментов, подходящий для обычных пользователей. KolourPaint создавался для использования в повседневных задачах, таких как:
- рисование — рисование диаграмм и простое рисование;
- редактирование изображений — редактирование снимков рабочего стола и фотографий; наложение эффектов;
- редактирование иконок — создание иллюстраций и логотипов с прозрачным фоном.